# Manuel Fernández de Santa Cruz
Manuel Fernández de Santa Cruz y Sahagún (18 de janeiro de 1637 - 1 de fevereiro de 1699) foi um prelado católico romano espanhol que serviu como bispo de Guadalajara e bispo de Tlaxcala.

## Biografia
Manuel Fernández de Santa Cruz y Sahagún nasceu em Palência, Espanha, filho de Mateo Fernández de Santa Cruz e Antonia de Sahagún.
Manuel estudou em Palência, Villagarcía de Campos e Salamanca. Nesta última cidade, estudou Filosofia e Teologia e foi ordenado sacerdote quando era estudante na residência de Cuenca da Universidade de Salamanca, em 1661. Foi cônego magisterial de Segóvia.
Em 19 de fevereiro de 1674, foi selecionado pelo Rei da Espanha e confirmado pelo Papa Clemente X como Bispo de Guadalajara. Recebeu a consagração episcopal em 24 de agosto de 1675 por Payo Enríquez de Rivera, Arcebispo do México, na Catedral do México, tendo Juan de Ortega Cano Montañez y Patiño, Bispo de Durango, como co-consagrador. Foi instalado em 29 de setembro de 1675. Em 31 de março de 1676, foi selecionado pelo Rei da Espanha e confirmado aos 19 de outubro, pelo Papa Inocêncio XI, como Bispo de Tlaxcala. Foi empossado em 9 de agosto de 1677, onde serviu até sua morte.
Durante seu episcopado, também se envolveu em questões com a freira e escritora Sóror Juana. Em novembro de 1690, Dom Manuel publicou, sob pseudônimo e sem permissão expressa de Juana, uma crítica da escritora a um sermão de padre Antônio Vieira. O bispo concordava com as críticas de Juana, mas também a criticou, dizendo que deveria se preocupar mais com a religião do que com estudos seculares.

## Sucessão episcopal
Enquanto bispo, Dom Manuel Fernández de Santa Cruz serviu como Consagrador Principal de:
- Juan de Santiago y León Garabito, bispo de Guadalajara (1678);
- Francisco de Aguiar y Seijas y Ulloa, bispo de Michoacán (1678);
- Juan Antonio García de Palacios, bispo de Santiago de Cuba (1678);
- Nicolás Ortiz del Puerto y Colmenares Salgado, Bispo de Antequera (1680);
- Ginés Barrientos, Bispo Auxiliar de Manila (1681);
- Francisco Núñez de la Vega , bispo de Chiapas (1684);
- Felipe Galindo Chávez y Pineda, Bispo de Guadalajara (1695);
- Diego Camacho y Ávila, Arcebispo de Manila (1696); e
- Antonio de Arriaga y Agüero, Bispo de Yucatán (1698).